# 298
298（二百九十八、にひゃくきゅうじゅうはち）は自然数、また整数において、297の次で299の前の数である。

## 性質
- 298は合成数であり、約数は 1, 2, 149, 298 である。
  - 約数の和は450。
- 93番目の半素数である。1つ前は295、次は299。
- 各位の和が19になる3番目の数である。1つ前は289、次は379。
  - 偶数という条件をつけると各位の和が19になる最小の数である。
- 298 = 32 + 172
  - 異なる2つの平方数の和で表せる91番目の数である。1つ前は296、次は305。(オンライン整数列大辞典の数列 A004431)
- 298 = 32 + 82 + 152
  - 3つの平方数の和1通りで表せる85番目の数である。1つ前は292、次は304。(オンライン整数列大辞典の数列 A025321)
  - 異なる3つの平方数の和1通りで表せる86番目の数である。1つ前は291、次は300。(オンライン整数列大辞典の数列 A025339)

## その他 298 に関連すること
- 西暦298年
- 紀元前298年
- 国際電話番号の298は、フェロー諸島。
- パーシバル (USS Percival, DD-298) は、アメリカ海軍の駆逐艦。
- ライオンフィッシュ (USS Lionfish, SS/ESS/AGSS-298) は、アメリカ海軍の潜水艦。